# 알렉산드루 막심
알렉산드루 율리안 막심(Alexandru Iulian Maxim, 1990년 7월 8일, 피아트라네암츠 ~ )은 루마니아의 축구 선수로 현재 튀르키예 쉬페르리그의 가지안테프 FK에서 공격형 미드필더로 활약하고 있다.